# Escuela Secundaria Herbert Hoover (Glendale, California)
La Escuela Secundaria Herbert Hoover (Herbert Hoover High School) es una escuela secundaria (high school) en Glendale (California). Es una parte del Distrito Escolar Unificado de Glendale (GUSD por sus siglas en inglés).
El campus original, en Glenwood Road, se abrió en 1929. Nombrado por el Presidente de los Estados Unidos Herbert Hoover, la secundaria se fue construido para servir al área norte del piedemonte de Glendale, que fue desarrollado en gran medida en la década de 1920. El primer número del anuario escolar, Scoll, incluye copias de cartas escritas por Hoover y su esposa, Lou. La secundaria dedica ese número a Hoover.
A partir de 2010, casi el 60% de los estudiantes eran armenios y el 25% eran hispanos y latinos. Debido a que la ciudad de Glendale tiene mayor población de pueblo armenio no en Armenia ni Rusia, la secundaria tiene un alto número de estudiantes armenios. En 2010 el principal, Kevin Welsh, afirmó que frecuentemente hubo tensión racial entre los estudiantes armenios y latinos. En 2000 Jefferey Gettleman y Lee Condon del Los Angeles Times afirmaron que los estudiantes armenios y mexicanos no suelen mezclarse. Estudiantes y ex-estudiantes (recién graduados) afirmaron que las relaciones raciales eran "polarizada".